# 阿答儿斤
阿答儿斤（羅馬化：Adarγin），是早期蒙古部族中一个游牧部落氏族的名称。又译作阿答里急。
阿答儿斤部由孛端察儿的后裔葛赤浑的子孙构成，但关于葛赤浑的出身存在多种说法。葛赤浑是篾年土敦之子，他的儿子阿答儿齐歹因喜欢在兄弟间探听隐私、播弄是非”，其子孙被称为“阿答儿斤”（adarqči）部，意思是搬弄是非。12世纪末成吉思汗崛起时，阿答儿斤部由奔塔出拔都和木忽儿好兰率领，两人的军队在十三翼之战中统领第三翼。包括阿答儿斤部在内的“十三翼”多数后来背叛成吉思汗，但木忽儿好兰获赦免并被任命为千户长。但其后蒙古帝国中几乎没有出自阿答儿斤部的显赫人物。在《史集》编纂时期的钦察汗国，那海麾下有大量阿答儿斤部士兵。木忽儿好兰之孙不古来效力于伊利汗国，但其事迹不详。